# 薩爾瓦多地理

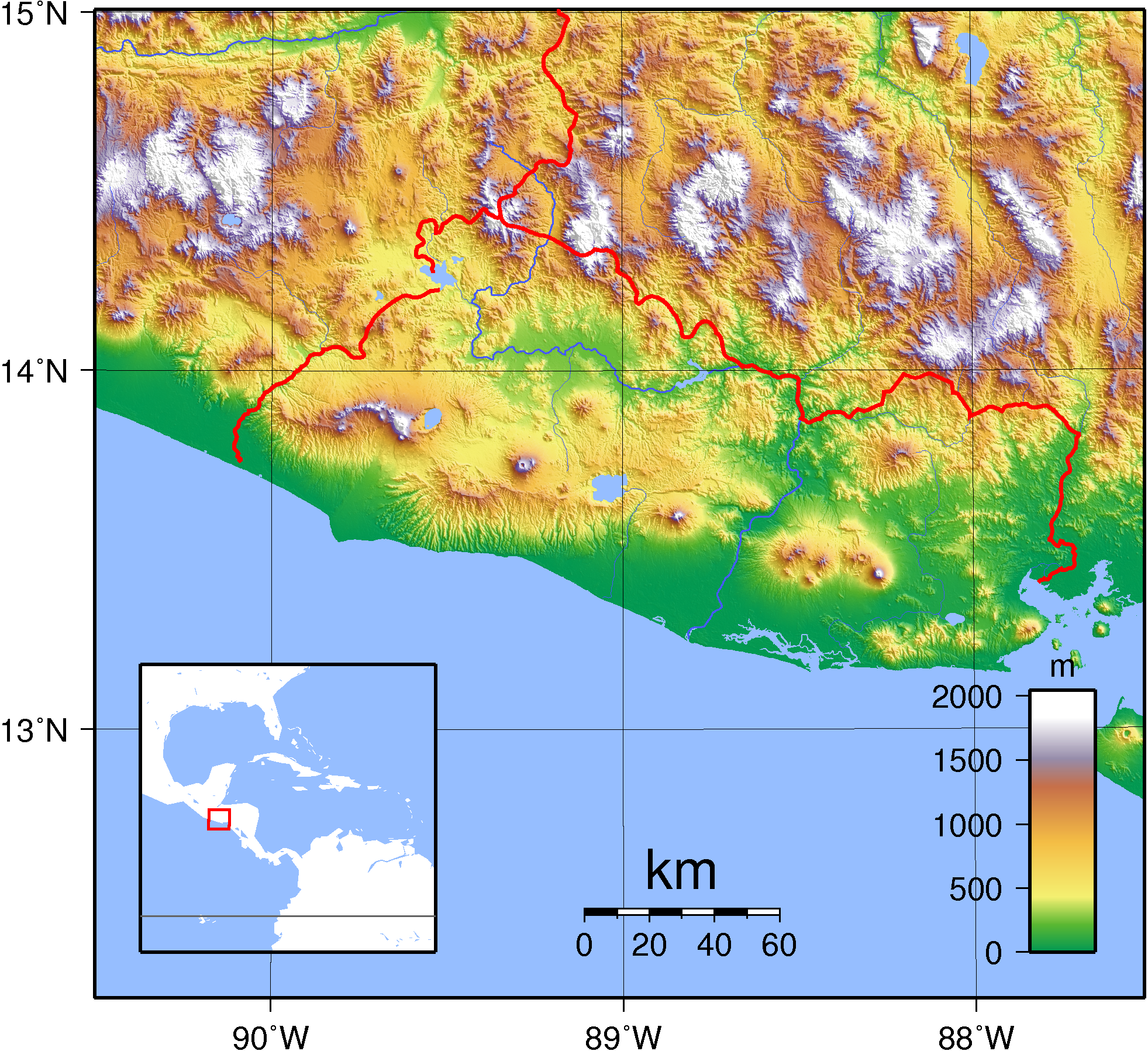
薩爾瓦多地形圖

薩爾瓦多的南部和西南部臨北太平洋，西北部和危地馬拉接壤，東北部和洪都拉斯接壤。薩爾瓦多是中美洲面積最小的國家，也是中美洲唯一沒有加勒比海海岸線的國家，其國土面積和以色列或美國新澤西州、佛蒙特州相當。和中美洲其他地區類似，薩爾瓦多是地球上地震及火山活動最活躍的地區。薩爾瓦多首都聖薩爾瓦多在1756年和1854年被地震摧毀，並在1919年、1982年和1986年的地震中嚴重受損。薩爾瓦多有20多座火山，近年比較活躍的有聖米格爾火山和伊萨尔科火山，其中伊薩克火山更有「太平洋燈塔」之稱。
薩爾瓦多自北至南主要有兩個山脈。北部的恰帕斯马德雷山脉構成薩爾瓦多和洪都拉斯的國界線。該地區曾是茂密的森林，但現在已因過度開發而變得荒蕪，並成為薩爾瓦多人口最稀少的地區。薩爾瓦多南部山脈和恰帕斯马德雷山脉之間是高原地形。雖然該地區僅佔薩爾瓦多面積的四分之一，但是也是薩爾瓦多人口密度最高的地區。沿海地區以平原地形為主。
薩爾瓦多屬於熱帶氣候，有明顯的旱季和雨季變化，溫度主要隨標高變化。太平洋沿岸低低氣候濕熱，高原及山區的氣候相對溫和。